# Château de Grosnez
Le château de Grosnez est un château fort en ruine, datant du XIVe siècle, situé dans la paroisse de Saint-Ouen, au nord-ouest de l'île de Jersey, sur la pointe de Grosnez face à l'île de Sercq dans la zone protégée des Landes.

## Étymologie
Le nom de Grosnez aurait son origine dans le vieux norrois Grar Ness qui signifie « Pointe grise », mais une origine franco-normande pourrait également désigner la forme de ce cap formant un éperon rocheux côtier sur lequel fut édifié le château.

## Historique
En 1330, messire Jean des Roches fit construire un château qui fut remanié entre 1373 et 1381. Les murailles furent édifiées à partir des roches granitiques du sol. Sa position sur une falaise en saillie, s'élevant à soixante mètres au-dessus de la mer, signifiait qu'il était protégé sur les trois côtés de ce cap. Un fossé creusé dans la roche offre une protection sur le quatrième côté.
Le corps de garde, qui est le seul vestige important aujourd'hui, a été protégé par un pont-levis et une herse protégeant le château de toute attaque. Le château était pourtant dépourvu de véritable barbacane. De plus le château n'avait point de ressource en eau. Aucun puits ne pouvait permettre de tenir un siège.
Le château de Grosnez fut pris par les troupes françaises pendant l'occupation de Jersey et probablement détruit entre 1461 et 1467.
En 1483 le seigneur de Saint-Ouen a été autorisé à fortifier son manoir en raison de la destruction du château.

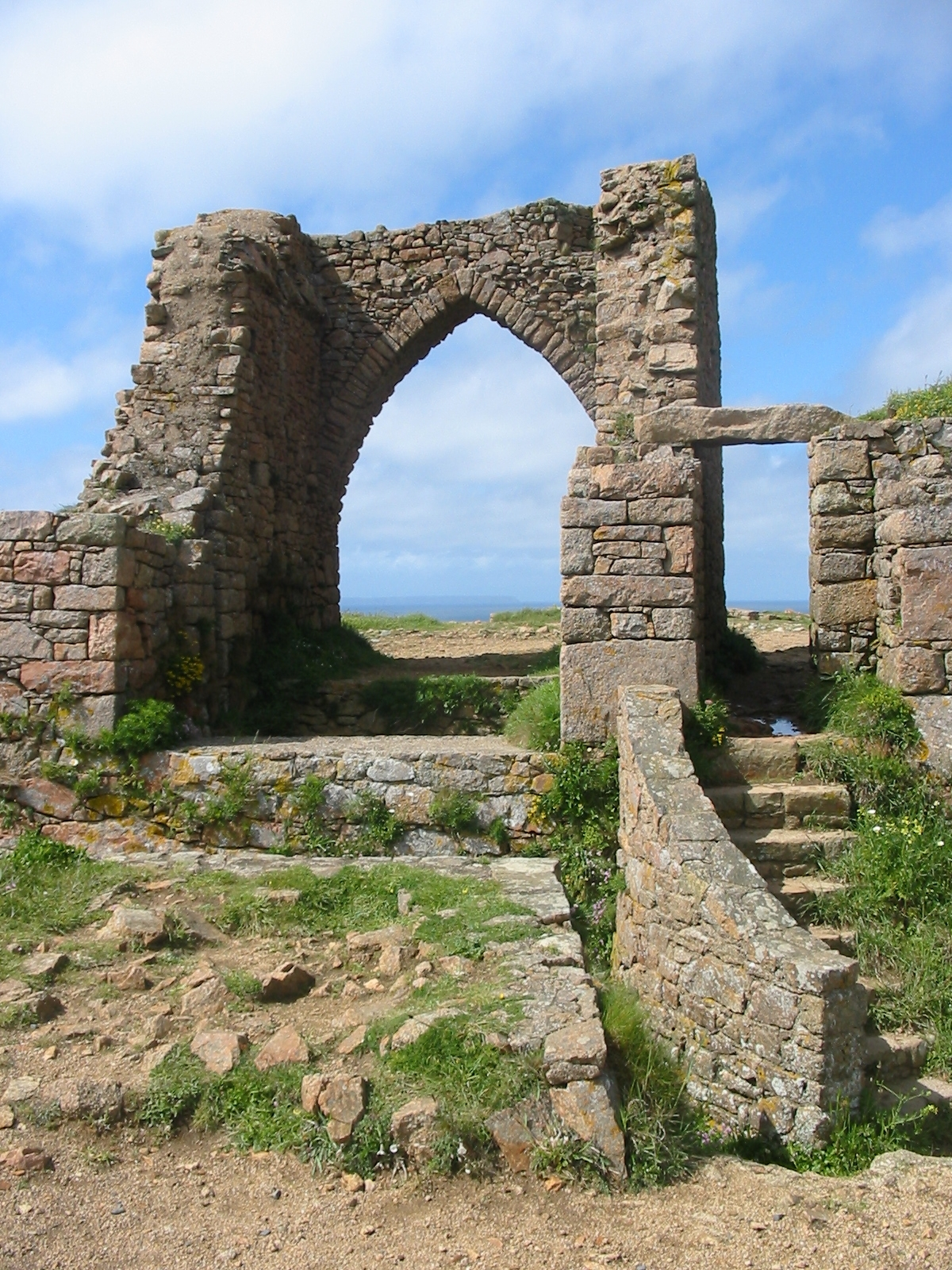
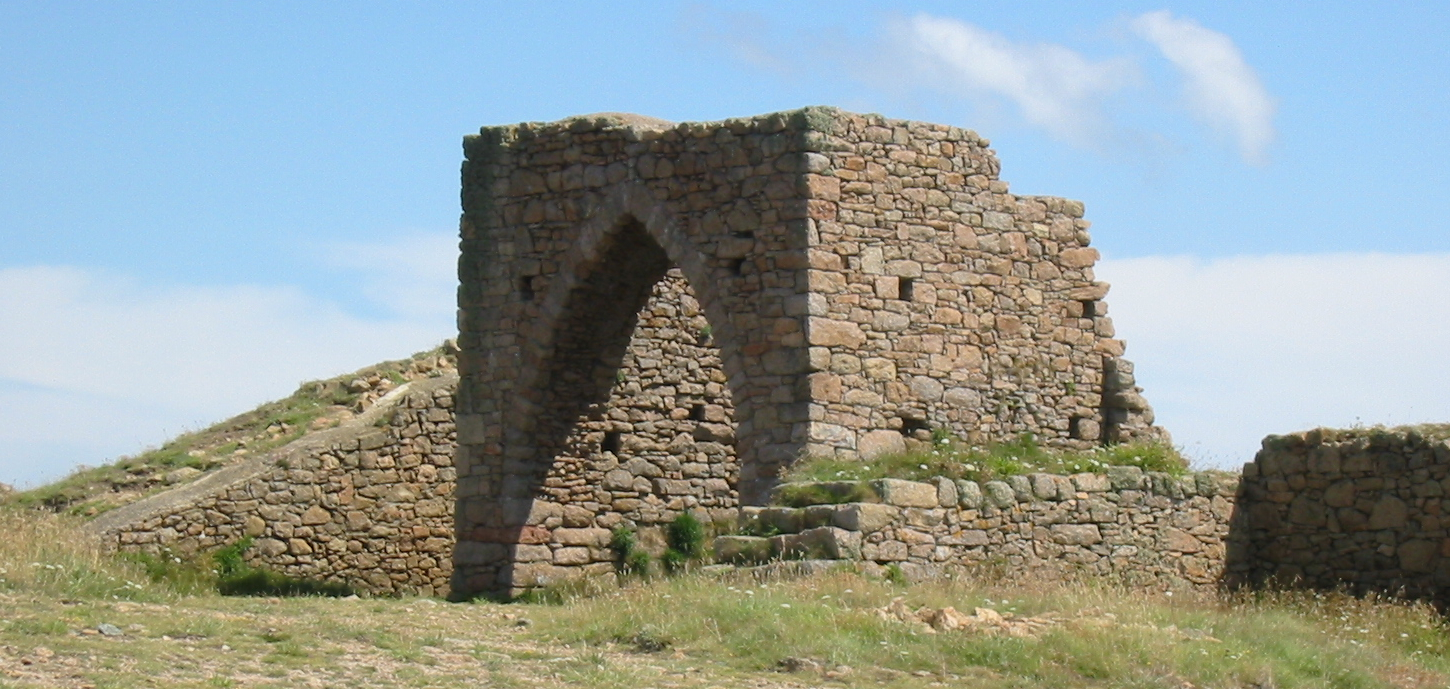
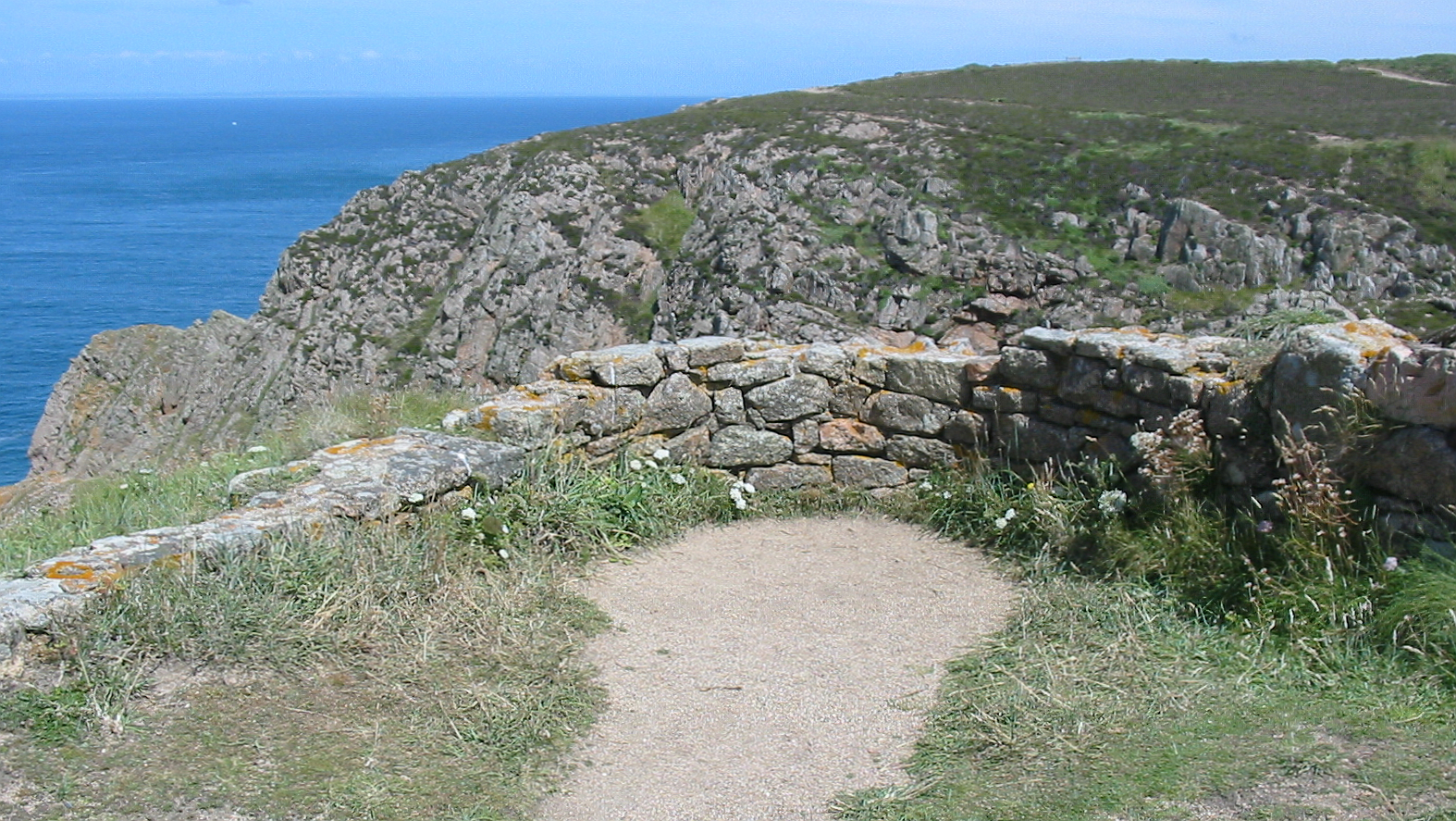
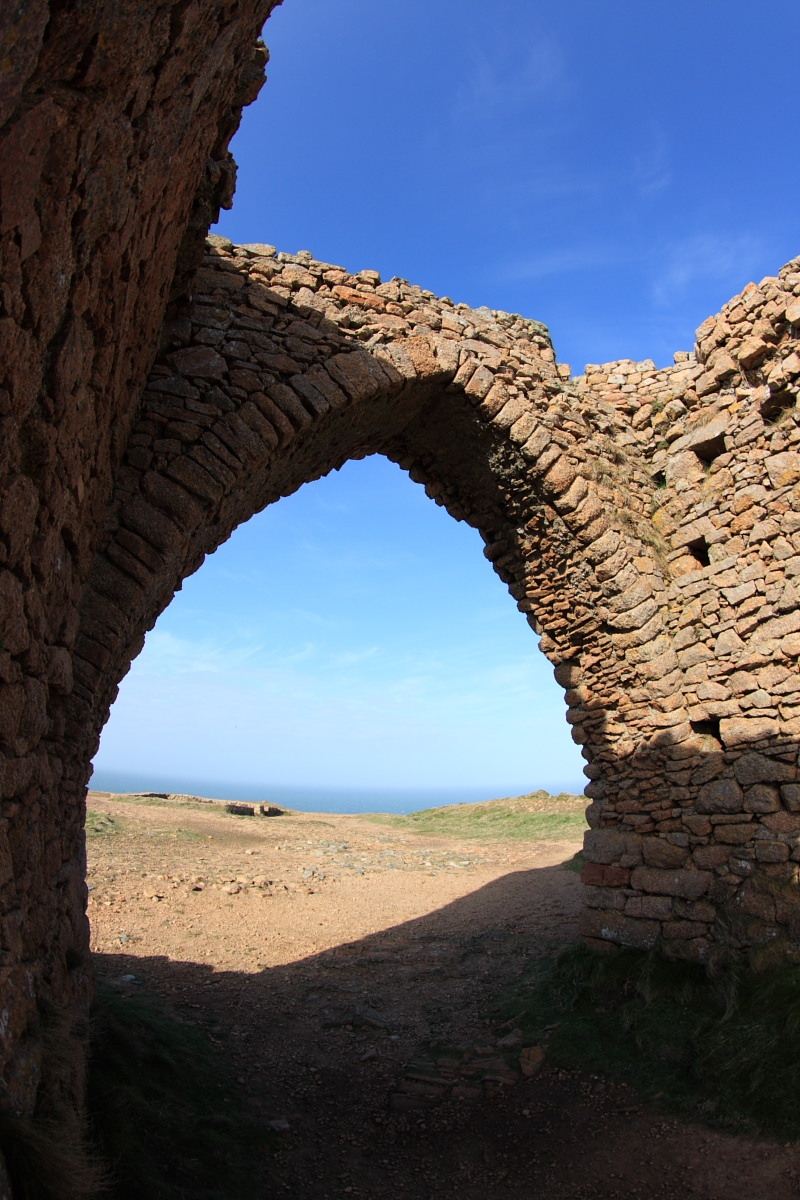